# Automeris amoenoides
Automeris amoenoides é uma espécie de mariposa do gênero Automeris, da família Saturniidae.